# حبق أصغر
حبق أصغر أو حبق صغير أو حبق كَرْمَاني أو شَاهِسْفَرَم أو ريحان صغرى أو حبق كرماني أو العُنْجُج أو ضَوْمَر أو ضَوْمَران (الاسم العلمي:Ocimum minimum) هو نوع من النباتات يتبع جنس الحبق من الفصيلة الشفوية.